# Rhodostrophia abscisaria
Rhodostrophia abscisaria là một loài bướm đêm trong họ Geometridae.